# Lenzspitze
Lenzspitze – szczyt w Alpach Pennińskich, części Alp Zachodnich. Leży Szwajcarii w kantonie Valais. Należy do masywu Mischabel. Leży na północ od Dom, sąsiaduje z Nadelhorn. Szczyt można zdobyć ze schronisk Mischabelhütte (3329 m), Domhütte (2940 m) oraz Bordierhütte (2886 m). Szczyt otaczają lodowce Feegletscher, Hohbalmgletscher i Hohberggletscher.
Pierwszego odnotowanego wejścia dokonali Clinton Thomas Dent, Alexander Burgener i Franz Burgener w sierpniu 1870 r.